# Corynoptera luravi
Corynoptera luravi är en tvåvingeart som först beskrevs av Oskar Augustus Johannsen 1929.  Corynoptera luravi ingår i släktet Corynoptera och familjen sorgmyggor.
Artens utbredningsområde är Pennsylvania. Inga underarter finns listade i Catalogue of Life.